# 초계 변씨
초계 변씨(草溪卞氏)는 경상남도 합천군 초계면을 본관으로 하는 한국의 성씨이다.

## 기원
변씨(卞氏)는 중국(中國) 주(周)나라 건국하고 '요순시대'로 불린 태평성대를 연, 중국역사상 최고의 전설적인 명군인, 문왕(文王,희창)의 여섯째 아들인 숙진탁(叔振鐸)이 조후(曹侯)에 봉해지고 변읍(卞邑)을 식읍(食邑)으로 하사(下賜) 받고,'변'의 의미가, '법', 제후의 '왕관'을 의미하는 고깔, '분별하다', '시급하다','항변하다'(시비를 따지어 밝히다,'정변하다'(변론 주장하다)로 제후가 된 지명을, 성(姓)으로 삼은 것이 시초가 된다. 주문왕이 은나라를 정벌하러 출정 직전 사망하자, 아들 주무왕 희발이 정벌하고 주나라 건국한 태조이다. 모후가 태교와 현모양처의 모범으로 전래되는 '태임'이다.
당(唐)나라 천보년간(天寶年間 (당 태종(이세민)과, 측천무후(무비)를 이은,당 현종(이융기)의, 태평성대를 "개원의 치(세)" 한족 문화의 최절정기("당시","개원통보(화폐)"후, 현종 후반,'양귀비' 시기를 "천보난치","천보"연호): 742년 ∼ 755년)에 예부상서(禮部尙書,장관,교육,외교,과거제)을 지낸 변원(卞源)이 743년(경덕왕 2) 왕명(王命)을 받들어 8학사의 한 사람으로 「효경(孝經)」을 가지고 신라에 동래(東來)하여 정착한 것이 시초라고 한다.
그러나 그후의 세계(世系)가 실전(失傳)되어 고려 성종(成宗) 때 문과(文科)에 급제하고 문하시중(門下侍中)으로 팔계군)에 봉해진 변정실(卞庭實)을 시조(始祖)로 한다.

## 역사
시조 변정실(卞庭實)은 고려 성종(광종이후 융성,-"국자감"(집현전의 전신)설치(成宗) 때 문과에 급제하고 문하시중(門下侍中,국무총리)으로 팔계군(八溪君,(八溪君,공민왕의 부왕인 충숙왕때))에 봉해졌다.. 변정실의 세 아들들 중 장자 변광(卞光)은 장파(長派), 차자 변요(卞耀)는 중파(仲派), 막내아들 변휘(卞輝)는 계파(季派)로 갈라졌다.
변광(卞光)의 8세손 변남룡(卞南龍)이 한성부판윤(漢城府判尹)을 지냈다. 변남룡의 아들 변효문(卞孝文)은 세종 때 『농사직설(農事直說)』을 편찬하고 중추원부사(中樞院副使)를 역임하였으며, 변효문의 동생 변효경(卞孝敬)은 좌익원종공신(佐翼原從功臣)에 책록되었다.

### 분관
변요(卞耀)의 손자 변고적(卞高迪)이 밀양에 세거(世居)하면서 밀양(密陽)으로 분적하였다. 변고적의 6세손 변옥란(卞玉蘭)이 고려조에서 호조판서, 병조판서와 이조판서를 역임한 후 조선이 개국되자 검교판중추원사(檢校判中樞院事)에 임명되고 개국원종공신에 책훈되었다. 변옥란의 아들 변중량(卞仲良)은 태조 이성계(李成桂)의 형인 이원계(李元桂)의 사위로서 1395년 원종공신(原從功臣)에 녹훈되었다. 변중량의 동생 변계량(卞季良)은 태종 때 예조판서 등을 거쳐 대제학(大提學)을 역임하였다.

## 본관
초계(草溪)는 경상남도 합천군 초계면 일대의 지명이다. 본래 신라의 초팔혜현(草八兮縣)인데 경덕왕 때 팔계(八溪)로 고쳤다. 940년(고려 태조 23년) 초계로 지명을 고쳤고, 1334년(고려 충숙왕 3년)에 변우성(卞遇成)이 고려 왕실(王室)에 공(功)을 세워 지군사(知郡事)로 승격시켰다. 《세종실록 지리지》에 경상도 상주목 초계군의 토성(土姓)으로 정(鄭)·주(周)·변(卞) 3성이 기록되어 있다. 1914년 합천군에 편입되어 초계면이 되었다.

## 분파
시조 변정실의 아들 3형제에서 변광(卞光)의 장파(長派), 변요(卞耀)의 중파(仲派), 변휘(卞輝)의 계파(季派)로 갈라졌다. 변요(卞耀)의 손자 변고적(卞高迪)이 밀양(密陽)에 살기 시작하면서 밀양 변씨(密陽 卞氏)로 분관하였다.
- 장파(長派) - 변광(卞光)
- 중파(仲派) - 변요(卞耀)
  - 밀양 변씨(密陽 卞氏) - 변고적(卞高迪) - 변요 손자
- 계파(季派) - 변휘(卞輝)

## 인물
- 변옥란(卞玉蘭, 1322년 ~ 1395년) : 1346년(고려 충목왕 2년) 액정내시(掖庭內侍)를 거쳐 예빈시승(禮賓寺丞)에 보임되었다. 1360년(공민왕 9) 진주판관을 지낸 뒤 전법정랑(典法正郎)이 되어 전라도안렴사로 파견된 바 있고, 1372년 수원부사가 되었다. 1375년(우왕 1) 판선공시사(判繕工寺事)에 이어 판내부시사(判內府寺事)를 지내고, 충주(忠州)·청주(淸州)의 목사를 역임하였으며, 1390년(공양왕 2) 호조판서에 이어 병조판서와 이조판서에 제수되었다. 조선 건국 후에는 검교판중추원사(檢校判中樞院事)에 임명되고 개국원종공신에 책훈되었다.아들은 둘이 있는데 변중량(卞仲良)은 벼슬이 우부승지(右副承旨)에 이르렀고, 변계량(卞季良)은 대제학을 지냈다.
- 변중량(卞仲良, 1345년 ~ 1398년) : 이성계의 이복형인 이원계(李元桂)의 사위이며 정몽주의 문인이다. 1395년 원종공신(原從功臣)에 녹훈되었으며, 1398년 우부승지·우산기상시(右散騎常寺)에 이르렀다. 정몽주에게 선죽교에 대해 미리 알려줬으나 (길재,이색의 학맥), 제1차 왕자의 난에 정도전의 일파로 몰려 참살되었다. 거창의 병암서원(屛巖書院)에 제향되었다. 문집에 《춘당유고(春堂遺稿)》가 있다.
- 변계량(卞季良, 1369년 ~ 1430년): 변옥란의 막내 아들. 1385년(고려 우왕 11년) 문과에 급제하고, 1407년(태종 7) 중시(重試)에서 을과(乙科) 1등으로 뽑혀서, 세종을 비롯한 태종3왕자의 스승이 되고 당상관에 오르고 예문관 대제학 겸 성균관 대사성·예조판서·의정부참찬 등을 역임하였다. 1420년(세종 2) 집현전 설치를 세종에게 건의한 후, 집현전이 설치되자 대제학이 되었고, 1426년에 우군도총제부판사(右軍都摠制府判事)에 올랐다. 문장에 뛰어나 20년 간 대제학을 맡아 외교 문서를 작성하였다. 과거 시관으로 공정을 기해 고려 말의 폐단을 개혁하였다. 변남룡의 양자인, 이천이 주물에 재능이 있어서, 훈민정음 금속활자 인쇄와, 앙부일귀(해시계,휴대),자격루(물시계,덕수궁), 측우기 등 계량과 척도를 제작하였다. 왕의 하사품의 경제와 사용도 정확하였는데, 신뢰를 얻어, 후손 변효문이 왕실 제사와 전국 세곡 관리, 서울 훈련도감 조달 등, 중요 재정의 관리자를 두루 역임했는데, 형 변중량의, 어이없는 '갑옷'결과(정중부의 난때, 태조호위시)에 기인한다. 시호는 문숙(文肅)이다.[3]
- 변효문(卞孝文, 1396년 ~ ?):한성부 판윤(判尹) 변남룡(卞南龍)의 아들, https://sillok.history.go.kr/id/kca_10102009_002. 1414년(태종 14) 알성 문과에 을과(3위이내)로 급제하여 직제학을 거쳐 1428년(세종 10) 봉상시소윤(奉常寺少尹,왕실제사)을 지냈다. 훈련제조(한성부 방위--> 조달,건축,창고,어학 총괄), 경창부 윤(이조판서 직속, 중앙정부창고(전국세곡),한강남쪽위치), 통신사 첨지중추원사로 일본에 다녀왔고, (국조)오례의주를 상정(詳定)했으며 신주무원록(법의학, 시신부검)을 편찬했다.―→{세종 때 한반도 북쪽의 4군 6진 설치시에, 여진족과 거란족이 자주 침입하자, 외교관으로 파견되어 중국과 여진,거란의 정부 대표들과 만나 담판('회령대후'로서,(내섬시(왕실 조달 품목 면옷제공, '초계면,초계국수'유래,동치미,꿩냉면육수,꿩은 저지방,고단백 미네랄 풍부한 영양, 겨자소스,고급 소금(동치미), 함경도,평안도 연회음식,중국식 냉면에 영향),이순신 5대조 '이변'과 사역원 동기로, 중국어와 일본어에 능통)을 지어 조선의 국경과 변방을 지키는 데 기여하였고,대마도정벌(1419)후, 왜구약탈이 잦자, 조선통신사(첨지중주원사)로, 계해약조(1443) 체결하여, 세사미두 200석, 삼포개항,울산(염포),진해(웅천,내이포,제포),부산포(동래), 임시체류만 허용하였다}. ―→†장자 변심의 딸이 태종(이방원) 직계 고손(양녕장손독자)인 이철동의 처(왕실종친,이승만대통령),-->†둘째 변균의 딸(변효문의 손녀,이순신 조모의 고모)이 신숙주의 동생 신말주(순창 '귀래정', 수석 취미)의 장자 신홍과 결혼, 장자가 신공제(신숙주가 종조부)1495년 25세 급제,증광시 병과 급제,과거제 관리감독'전형', 호조판서, 세자의 스승인, 세자좌부빈객, 동지중추부사, 청백리,순창 화산서원,명필.〈참고로, 신말주(아들 신공섭)의 11대손이 신윤복, 변상벽이 영,정조 어진, 도화서, 곡성현감제수받음, 신윤복 부친 신한평과 김홍도도 어진에 참여. 단채 신채호가 후손.―→†변효문의 둘째 변균의 아들, 변함 또는 변감이, 훈련대장 구문신의 딸과 결혼, 변형량(청년급제, 홍문관, 변효문의 증손자, 이순신 조모의 오빠)과 딸을, 변형량은 갑자사화에 연루돼 효수,†딸(변효문의 증손녀,이순신의 조모)은 조기 급제한 성균관 유생 이백록(이순신 조부, 이순신 5대조'이변'과 변효경은 과거급제, 승문원과 사역원 동기로, 중국어에 능통)과 결혼, 조광조에 동조해 기묘사화로 출사 단절.―→†아들 이정이 아산 현감 변수림의 딸과 결혼, 손자가 이순신(영의정 이준경이 중매, 온양 방진의 딸과 결혼). (cf.변효문의 동생 변효량으로,아들 변수림의 딸이 이순신의 모라는 설, 이순신의 외증조부가 변효량,외조부가 변수림, 이순신의 조모(2촌)는, 변효문의 증손녀로, 이순신의 외삼종형제(8촌), 변형량의 4촌이손(=여동생의 손자)이 이순신, cf.이순신의 조모 = 이순신 모의 7촌외재종질, 이순신의 8촌외삼종손,외삼종형제) 이순신의 조모가 변효문의 증손녀로,변형량과 남매간이면)―→서울 건천동(청계천(북촌,내섬시,봉상시,이조,사역원,역관과 의관(전의감), 경성법관양성소,호조),을지로(이천 금속활자,주자소(인쇄소)위치,변계량의 집현전에서 훈민정음 창제와 인쇄, 이천(변효문,변효경과 형제로 성장, 이순신의 거북선 (주물판금,판옥선)제조에 영향), 훈련도감(현 헌법재판소 위치,서울방어) 위치)살때 서애 유성룡과 교류.이순신--서울 건천동(청계천,을지로, 훈련도감 이전 위치)살때 서애 유성룡과 교류.―→ {변효문--> 전국 세곡과 한양 군수품관리, 경창부윤,(이조판서 직속,전국 세곡관리(강남위치)),훈련제조(한성부방위 훈련도감의 조달,건축,창고,어학(사역원 수학,회령대후(중국어,cf.변영만 부친,'경흥군'군수),첫 조선통신사(일본어)).
- 변효경(卞孝敬, ? ~ 1456년) : 변효문의 동생. 이순신의 고조부 '이변'과 승문원과 사역원 동기, 중국어에 능통,  1419년(세종 1) 문과에 급제하여 좌사간(左司諫), 이조참의, 병조참의, 명에 부사로 파견돼 칙서를 갖고 귀국,  판영흥대도호부사(判永興大都護府事),승문원사,우사간 등을 역임하고, 세조 즉위 후, 좌익원종공신(佐翼原從功臣)에 책록, 사후 세조가 조상하고 부의를 보냈다. 묘소는 장흥.
- 변종인(卞宗仁, 1433년 ~ 1500년) : 1460년(세조 6) 무과에 급제하고, 1467년 이시애의 난을 평정하는 데 공을 세워 당상관이 되었다. 평안도병마절도사, 경상우도수군절도사 등을 역임하며 변방을 지키는 데 공헌하였다. 관직은 공조판서(工曹判書)와 지중추부사(知中樞府事)에 이르렀다. 시호는 공장(恭莊)이다.[4]
- 변형량(卞亨良): 변효문의 증손. 1501년(연산군 7) 식년시(3년마다 정기) 문과에 병과(10-23) 급제하여 홍문관정자(弘文館正字)로 있다가 1504년 갑자사화에 연루되어 효수되었다.아버지는 변감,또는 변함, 어머니는 훈련대장, 겸도총관 구문신의 딸(조부 공조판서 구 서).유자광 조카사위인 구세건(처가 유자광의 조카딸로, 구세건이 아비의 여자를 간음하였다는 말을 이유녕에게 옮겼는데),고발과 상소로 폐비윤씨를 잃은 연산군의, 갑자사화로,  https://sillok.history.go.kr/id/kja_11004119_002,→ 무오사화(김일손이 김종직의 조의제문 기록을 세조찬탈에 비유,고발한 유자광과 연산군,1498 사림파 제거)후, 갑자사화(연산군 폐비윤씨,임사홍,신수근,1504)에 연루.무장(고창)에 유배,효수. 변남룡과 마찬가지로, 무고로 몰려. 이순신 조모와 남매간, 변형량의 4촌이손(여동생의 손자)이 이순신. 고모 막내아들인 신공제 급제(1495년 25세)한 5년 후, 조카 변형량(1501년)도 급제, 사화로 단명.(cf.변균의 딸과 신홍 결혼,신숙주의 동생인 신말주의 아들로, 신숙주의 조카(3촌)가 신홍,아들 신공제는 신숙주의 4촌 종손)
- 변(이름미상) : 충무공 이순신의 어머니, 아산 현감 변수림의 딸. 시부 이백록이 조광조에 동조, 기묘사화에 연루돼 출사가 막히자, 남편 이 정은 무관직. 이순신이 서울 건천동(인현동)에서 아산(염치면 백암리)로 옮기게 된 배경. 아산 현감인 이순신의 외조부 변수림과 장인인 방진이 동향, 아산 염치면 백암리고, 변수림의 아들 변오도 명궁, 외숙부와 장인 둘 다 명궁(변오,방진), 무과공부 지원 (cf.변심의 아들 변승종(양녕장손독자, 이철동의 처남)의 아들, 변훈남, 청백리) 변효문의 증손녀가 이순신의 할머니(이백록의 처)가 되고, 변효문의 증손자가 변형량, 변효경이 이순신의 고조부 "이변"과 승문원과 사역원 과거급제 동기생, 변효문의 동생인 변효량의 아들 변수림의 딸이 이순신의 어머니(이정의 처),(이순신의 조모 = 이순신 모의 7촌외재종질, €외가는 6촌까지.) †이순신의 외가와 진외가가 초계변씨로, 중국어와 일본어의 외교와, 훈련도감 국방 가문(명궁), 주자소(금속활자인쇄(고려고급공예,이천(= 변남룡의 양자,변효문,효량의 이복형제로, 변계량의 훈민정음 인쇄), 과학 계량, 앙부일귀,자격루 해시계,물시계)가 연결된 혼인.

```
cf.
https://www.fmkorea.com/best/2996268789
 이순신의 밥상 
```

- 변상벽 (卞相壁 1726이전--1775 생몰미상)영조와 정조의 어진을 그려 곡성현감을 제수받았다. 초상화 솜씨가 대단해서 당대의 국수(國手)라고 일컬었다.  도화서 화원(圖畵署畵員)으로서 그가 특기를 발휘한 분야는 초상화로, 뛰어난 사실성은 면밀한 관찰을 바탕으로 한 세밀하고도 빈틈이 없는 묘사를 특징으로 결과적으로 그의 인물초상화 능력과 관계가 있었다.「묘작도(猫雀圖)」(국립중앙박물관 소장).「계자도(鷄子圖)」(국립중앙박물관 소장), 자웅장추(雌雄將雛)」(간송미술관 소장),『진휘속고(震彙續攷)』에 의하면 “화재는 고양이를 잘 그려서 별명이 변고양이였다. 영모(翎毛), 동물, 인물초상을 잘 그렸는데, 그 중에서도 특히 고양이 그림을 잘 그려, 변고양(卞古羊 또는 卞怪羊)’이라는 별명이 붙을 정도였다고 한다. 그의 고양이 그림, 동물화의 자연스런 움직임의 뛰어난 동적인 사실성은 일상생활 속에서 이루어진 동물에 대한 깊은 애정과 면밀한 관찰로, 세밀한 털과 살아 움직이는 동적인 묘사를 특징으로, 그의 인물초상화의 능력과 관계가 있었다.
- 변성온(卞成溫. 1530~1614) : 호 호암(壺巖). 조선 중기 고창 출신 유학자. 하서 김인후 제자. 도학의 근본과 실천에 힘씀. 금강 기효간, 고암 양자징, 월계 조희문, 영응 이지남, 양보 윤기, 고반 남언기 등 당대의 인물들과 교유. 장성 필암서원을 창건. 『호암집(壺巖集)』
- 변성진(卞成振. 1549~1623) : 변성온 아우로 하서 김인후와 퇴계 이황의 문인. 학행이 높아 참봉을 제수됐으나 나가지 않음. 예학과 역학에 조예가 깊음.
- 변준 병조판서, 중종반정, 정국공신,경기도 광주에 있던 사당 이전, 충북 가덕면 시동길 82-11, 충경공(초계사).공조정랑 변순(태종) 후손 추정, 연안공 변순의 아들 포는 병사, 변옥곤 아들 '변전'은 첨지,(다른사람,한문도 다름)
- 변연수 병조판서, 정유재란, 성구사에 제향, 성구사는 초계변씨사당, 창원시 마산합포구 진전면 일암1길 151, 394-3, 고려 두문동 72인 중 문하평리 변민과 변연수, 변립부자 3인 제향.
- 변시환(卞時煥, 1590년 ~ 1666년) : 1635년(인조 13) 문과에 급제하고 흥덕현감(興德縣監)을 역임하였다. 청주의 송계서원에 제향되었다.
- 변시익(卞時益, 1598년 ~ ?) : 변효문의 6세손. 1628년(인조 6) 별시(別試) 문과에 을과(乙科)로 급제하여 장령(掌令) 등을 거쳐 1653년(효종 4년) 승지(承旨)에 이르렀다.
- 변승업(卞承業, 1623년 ~ 1709년) : 역관(譯官)으로 활동하며 중국과의 중개 무역으로 부자가 되었다. 《허생전》에 등장하는 '변부자'가 변승업의 할아버지로 추정된다.
- 변원규(卞元圭, 1837년 ~ ?) : 1855년(철종 6) 역과에 장원 합격하여, 사역원 정, 오위장 역임,'조미통상조약'에 기여, 한성부 판윤 5회 제수,부(교역, 중개무역)와 명성. 10여차례 청을 방문, 영선사 김윤식과 함께, 청의 이홍장과 회담한, 조선말의 역관으로, 청나라와 미국의 외교에서, '조미통상조약' 체결에 기여, 고종으로부터 한성판윤을 5회나 제수받았다. 변계량의 형, 변중량의 후손. 조부 변중관 전의감정(정3품),부 변광운 사역원정(정2품), 변원규의 아버지도 겨울에는 순라군사들의 밤참을 만들어 주며 인심을 샀다.임오군란 때에 성난 군사와 민중들에 의해 수많은 권력가들의 집이 파손되고 불에 탔지만,변원규의 집은 무사하였다. 화가 장승업이 변원규의 식객, 홍릉 한국과학기술원 부지가 변원규의 밀양변씨 선산이었는데, 일제강점기에, 망우리로 이전돼, 묘소... 이홍장과 회담한, 필담과 중국 지식인들과 교류한,'장원시초'(유지개,동문환)와 '오군영' 시문집이 전한다. 협판교섭통상사무(協辦交涉通商事務)를 거쳐 지돈녕부사(知敦寧府事),통리교섭사무아문의 정각사 참의, 기계국방판, 한성부 판윤(漢城府判尹).
- 변상태(卞相泰, 1889년 ~ 1963년) : 항일 독립운동가
- 변영만(卞榮晩, 1889년 ~ 1954년) : 판사, 성균관대학교 교수,(명륜전문학교 교장 1946), €성균관에서, 신채호와 수학,€1905 한성 국립법관양성소(1895설립,서울법대 전신,현 미국대사관,문화원 위치),최연소 3등입학,8등 졸업,€1906.12.04. 법관전고소 합격(검사12명임용 합격),€1907.보성법관양성소 수석졸업,―→€1907.고등문관시험 합격,€1908.07.경성지방재판소 서기,1908.12. 광주지방재판소,목포구재판소,판사 임명(cf.정미7늑약 1907,통감,군대해산,외교권 박탈,대사관 철수,사법부 임명권),→1946 중건된 명륜전문학교(명륜연성소)교장(현 성균관대 총장,전국유림,국학),1910 안중근의사 변호사로 한성변호사회에 의해 선임, 불허.1912 중국 망명,중국 총통부 근무, 황종일보사,변호사겸 기자,―→ 해방후, 대법원내 '반민족행위 처벌법', 반민특위 재판장,판사로 복귀,1952,사법부 법전편찬위원회 역임,1920 베이징 국제 변호사대회 한국대표로 30인 변호사와 함께 참석→ 서울대 중문과 강사, 중앙불교전문학교 교수,→ 종로구 가회동 출생. 부친 변정상 중추원부참의(대한제국, 현 국회),함경도 경흥군수 역임―→(cf.여진족(4군6진지역에, 면옷(당시 귀한 의복을, 왕실이 '내섬시'에서 직접 수여, '회령대후',변효문, '초계면(초계국수,동치미, 꿩냉면육수, 꿩은 저지방,고단백 미네랄 풍부한 영양,겨자소스와 고급 소금(동치미),함경도,평안도 연회음식 유래,중국식냉면에 영향)옆 아오지탄광, 회령과 라선시 중간,* 블라디보스톡. 개성(송상,인삼 교역(통역))의 고급 별미,'변씨만두'= '편수'(여름 야채만두)'유래).
- 변영태(卞榮太, 1892년 ~ 1969년) : 제5대 국무총리, 3대 외무부 장관, 한미방위수호조약 체결, 6,7차 유엔총회 한국대표로참석, 제네바회의 참석, 기독청년학교 영어(6개월(3년과정)),중국 협화대학(1년), 중앙학교,서울대 상과,고려대영문과 교수, 중국어와 영어에 능통, 영만,영태,영로 '부천의 3변'
- 변희용(卞熙瑢, 1894년 ~ 1966년) : 제4대 성균관대학교 총장, 일본 게이오대 이재과(=상과)졸업
- 변영로(卞榮魯, 1898년 ~ 1961년) : 3·1운동 때 독립선언서를 영역, 해외로 발송한 시인,국제 펜클럽 한국본부 초대위원장(First Chief(Korea) of International Penclub, 성균관대영문과 교수,서울신문사 이사, 대한공론사 이사장, 서울 재동초,중앙고, 미국 산호세 대학 (San Jose University, USA )
- 변옥주(卞沃柱, 1906년 ~ 1962년) : 前 대법관, 히로시마고 졸업, 교토대법대(Kyoto Univ. Law School)
- 변중석(邊仲錫, 1921년 ~ 2007년) : 정주영의 부인
- 변정수(卞禎洙, 1930년 ~ 2017년) : 前 헌법재판소 재판관, 고려대 법학과.
- 변재일(卞在日, 1940년 ~ ) : 前 부산고등검찰청 검사장, 서울대 법학과
- 변동걸(卞東杰, 1948년 ~ ) : 제6대 울산지방법원장. 前 서울중앙지방법원장. 서울대 법학과
- 변재일(卞在一, 1948년 ~ ) : 제7대 정보통신부 차관, 제17·18·19·20대 국회의원, 연세대 정치외교학과, 펜실베니아대(Univ of Pennsylvania)
- 변양균(卞良均, 1949년 ~ ) : 제6대 기획예산처 장관, 고려대 경제학과, 예일대(Yale)
- 변재진(卞在進, 1953년 ~ ) : 제45대 보건복지부 장관, 서울대 경영학과, 미시간대(Michigan)
- 변추석(卞秋錫, 1956년 ~ ) : 국민대학교 시각디자인학과 교수, 디자인대학원 학장,제23대 한국관광공사 사장, FRATT Institute 석사,중앙대 시각디자인과, 프랑스 국제 칸 광고제 심사위원 The Cannes Lions International Festival of Creativity (formerly the International Advertising Festival Commitee

## 과거 급제자
초계 변씨는 조선시대 문과 급제자 16명을 배출하였다.
고려 문과
변계량(卞季良) 변창(卞昌)
고려 사마
변계량(卞季良) 변계량(卞季良) 변옹(卞雍) 변창(卞昌)
문과
변강지(卞綱之) 변계량(卞季良) 변계손(卞季孫) 변구상(卞九祥) 변삼근(卞三近)
변시익(卞時益) 변시환(卞時煥) 변옥(卞鋈) 변응수(卞應洙) 변종헌(卞鍾獻)
변철산(卞哲山) 변헌(卞獻) 변형량(卞亨良) 변황(卞榥) 변효경(卞孝敬)
변효문(卞孝文)
무과
변강(卞綱) 변국필(卞國弼) 변기달(卞起達) 변끝남(卞末男) 변덕수(卞德壽)
변동엽(卞東曄) 변동표(卞東杓) 변삼계(卞三戒) 변삼필(卞三必) 변상규(卞尙圭)
변성룡(卞成龍) 변세걸(卞世傑) 변세걸(卞世傑) 변시준(卞時峻) 변엽(卞熀)
변영식(卞永植) 변운서(卞雲瑞) 변유신(卞有信) 변응현(卞應賢) 변의규(卞懿圭)
변이례(卞爾禮) 변이례(卞爾禮) 변이명(卞爾明) 변이윤(卞爾玧) 변이흥(卞爾興)
변일원(卞日元) 변존서(卞存緖) 변종남(卞從男) 변중걸(卞重傑) 변지원(卞至遠)
변지인(卞至仁) 변취하(卞就夏) 변필화(卞必華) 변항규(卞恒圭) 변형(卞炯)
변호(卞晧) 변호덕(卞浩德) 변홍달(卞弘達) 변홍정(卞弘玎) 변흥벽(卞興璧)
변흥준(卞興俊) 변희전(卞希詮)
생원시
변강지(卞綱之) 변경수(卞景壽) 변관하(卞觀夏) 변균(卞鈞)
변기수(卞岐脩) 변동좌(卞東佐) 변맹래(卞孟來) 변박(卞搏) 변벽(卞璧)
변성진(卞星鎭) 변시명(卞時明) 변시익(卞時益) 변시회(卞時會) 변옥성(卞玉成)
변옥순(卞玉筍) 변우인(卞友仁) 변우진(卞宇鎭) 변욱(卞𣈫) 변유청(卞惟淸)
변유형(卞裕衡) 변이보(卞爾寶) 변일제(卞一濟) 변제원(卞悌元) 변종하(卞宗夏)
변지명(卞至明) 변충원(卞忠元) 변혁조(卞赫祚) 변황(卞榥) 변효경(卞孝敬)
변희눌(卞希訥)
진사시
변강지(卞綱之) 변규(卞揆) 변대손(卞大孫) 변동규(卞東規) 변동필(卞東弼)
변백원(卞百源) 변삼근(卞三近) 변세언(卞世彦) 변시래(卞時來) 변시망(卞時望)
변옥순(卞玉筍) 변응몽(卞應夢) 변이보(卞爾寶) 변지익(卞之益) 변헌(卞獻)
변현문(卞顯文) 변형량(卞亨良) 변홍민(卞弘民) 변홍하(卞弘夏) 변훈남(卞勳男)
변희적(卞熙績)
역과
변경식(卞敬植) 변경화(卞景和) 변광보(卞光寶) 변광서(卞光瑞) 변광수(卞光秀)
변광오(卞光五) 변광우(卞光宇) 변광운(卞光韻) 변광전(卞光銓) 변광진(卞光晉)
변광협(卞光協) 변광형(卞光亨) 변광호(卞光豪) 변구년(卞龜年) 변구연(卞九淵)
변국신(卞國臣) 변기화(卞箕和) 변덕화(卞德和) 변동원(卞東瑗) 변득규(卞得圭)
변득상(卞得祥) 변명규(卞命圭) 변문규(卞文圭) 변복규(卞復圭) 변봉년(卞鳳年)
변봉식(卞奉植) 변삼석(卞三錫) 변삼윤(卞三允) 변삼적(卞三迪) 변석구(卞錫龜)
변석기(卞錫基) 변성연(卞聲淵) 변세겸(卞世謙) 변세영(卞世榮) 변세화(卞世和)
변수민(卞壽敏) 변수연(卞秀淵) 변수헌(卞壽獻) 변숙기(卞肅基) 변승민(卞承敏)
변승업(卞承業) 변승연(卞昇淵) 변승준(卞承俊) 변승준(卞承遵) 변승택(卞承澤)
변승형(卞承亨) 변시화(卞時和) 변영석(卞永錫) 변영식(卞永植) 변용(卞嵱)
변용식(卞用植) 변우식(卞雨植) 변원구(卞元龜) 변원규(卞元圭) 변윤식(卞允植)
변은영(卞殷榮) 변응성(卞應星) 변의규(卞義圭) 변이보(卞爾輔) 변이수(卞爾遂)
변이숙(卞爾璹) 변이우(卞爾遇) 변이주(卞爾週) 변이창(卞爾昌) 변이표(卞爾標)
변이황(卞爾璜) 변익(卞熤) 변정기(卞廷機) 변정로(卞廷老) 변정욱(卞廷郁)
변정익(卞廷益) 변정태(卞鼎台) 변종구(卞鍾九) 변종기(卞鍾夔) 변종림(卞鍾林)
변종섬(卞鍾暹) 변종운(卞鍾運) 변종원(卞鍾遠) 변종응(卞鍾應) 변종헌(卞鍾獻)
변종환(卞鍾煥) 변중현(卞重玹) 변중화(卞重和) 변중환(卞重瑍) 변지옥(卞志玉)
변지철(卞志喆) 변지학(卞志學) 변지항(卞志沆) 변진(卞縉) 변진화(卞震和)
변집(卞緝) 변창화(卞昌和) 변춘식(卞春植) 변태관(卞泰觀) 변태우(卞泰佑)
변태희(卞泰禧) 변필화(卞必和) 변학년(卞鶴年) 변항연(卞恒淵) 변형식(卞亨植)
변효식(卞孝植) 변후규(卞後圭) 변흥기(卞興基) 변흥숙(卞興塾) 변흥식(卞興植)
변흥원(卞興垣)
율과
변광규(卞光珪) 변기엽(卞基燁) 변덕윤(卞德潤) 변득호(卞得祜) 변세감(卞世鑑)
변세강(卞世綱) 변세박(卞世鏷) 변세옥(卞世鈺) 변세일(卞世鎰) 변세진(卞世鎭)
변세호(卞世鎬) 변수창(卞壽昌) 변용해(卞龍海) 변작(卞焯) 변정수(卞楨秀)
변종수(卞宗洙) 변종해(卞宗海) 변학수(卞學秀) 변항운(卞恒運) 변항원(卞恒遠)
변흥규(卞興圭) 변흥용(卞興墉)
음양과
변광우(卞光瑀) 변광유(卞光瑜) 변득수(卞得壽) 변득희(卞得禧) 변승연(卞承淵)
변용규(卞龍圭) 변우식(卞友植) 변종렴(卞宗濂) 변종륜(卞鍾崙) 변창석(卞昌錫)
의과
변경태(卞景迨) 변곤(卞崑) 변긍식(卞肯植) 변대식(卞大植) 변동식(卞東植)
변문섭(卞文燮) 변석연(卞晳淵) 변수륜(卞壽崙) 변수준(卞壽俊) 변심연(卞心淵)
변연성(卞連成) 변엽(卞燁) 변의풍(卞宜豊) 변이형(卞爾珩) 변익연(卞翼淵)
변정연(卞晶淵) 변제식(卞濟植) 변종순(卞鍾淳) 변종협(卞鍾協) 변종호(卞宗浩)
변종휘(卞鍾徽) 변중관(卞重觀) 변지완(卞志琓) 변지원(卞志遠) 변충기(卞忠基)
변태항(卞泰恒) 변호(卞鎬) 변홍식(卞弘植)
음관
변영식(卞永植) 변익래(卞益來) 변호덕(卞浩德)
취재
변광전(卞光銓) 변대식(卞大植) 변정연(卞晶淵) 변지수(卞志洙) 변지탁(卞之鐸)
변지학(卞志學) 변지항(卞志沆) 변지호(卞志浩) 변태영(卞泰榮) 변흥린(卞興麟)

## 집성촌
- 경상남도 거창군 가조면 사병리
- 경상남도 합천군 청덕면 앙진리
- 경상북도 의성군 안계면 위양리
- 경상북도 청도군 풍각면 봉기동
- 충청북도 청주시 청원구 내수읍 비상리
- 충청북도 청주시 북이면 영하리
- 경상북도 문경군 산양면 진정리
- 경기도 부천시
- 경상남도 창원시 마산합포구 일암리

## 항렬자
| 27세     | 28세   | 29세              | 30세          | 31세              | 32세          | 33세              | 34세          | 35세              | 36세   | 37세              | 38세          | 39세              | 40세          | 41세     | 42세   | 43세     | 44세   | 45세     | 46세   |
| -------- | ------ | ----------------- | ------------- | ----------------- | ------------- | ----------------- | ------------- | ----------------- | ------ | ----------------- | ------------- | ----------------- | ------------- | -------- | ------ | -------- | ------ | -------- | ------ |
| 口수(洙) | 상(相) | 口섭(燮) 口환(煥) | 재(在) 교(敎) | 口석(錫) 口수(銖) | 태(泰) 영(泳) | 口모(模) 口식(植) | 희(熙) 문(文) | 口준(埈) 口균(均) | 용(鎔) | 口락(洛) 口순(淳) | 정(楨) 주(柱) | 口묵(默) 口옥(沃) | 치(致) 근(根) | 口탁(鐸) | 한(漢) | 口표(杓) | 남(南) | 口중(重) | 일(鎰) |

## 인구
- 1985년 초계 변씨 (10,544가구 43,669명) + 밀양 변씨 (4,088가구 17,288명) = 60,957명
- 2000년 초계 변씨 (15,276가구 49,506명) + 밀양 변씨 (5,298가구 16,911명) = 66,417명
- 2015년 초계 변씨 53,860명 + 팔계 변씨 3,435명 + 밀양 변씨 18,750명 = 76,045명